# 紅花號列車
紅花（日语： Benibana */?）號列車是由東日本旅客鐵道（JR東日本）運行於新潟站至米澤站之間的快速列車。列車途經白新線、羽越本線、米坂線。

## 概要

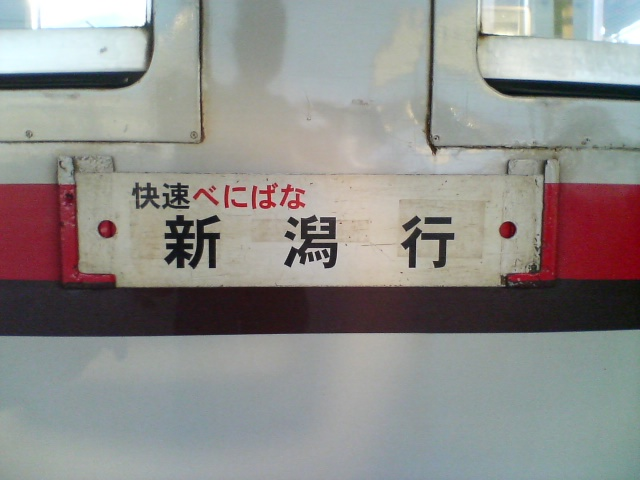
KiHa40系時代的路線牌
（2008年4月20日 米澤站）

此列車的前身是急行「朝日」，該列車是連接仙台、山形和新潟之間的城際急行列車。而該列車與許多其他急行列車一樣，會與其他急行結併運輸，其中新潟至坂町之間與急行「羽越」結併，仙台至山形與急行「月山」結併，山形至米澤之間與急行「最上」、「千秋」結併行走。
在1982年11月15日上越新幹線啟用之際，「朝日」這個列車名稱被用於上越新幹線的列車上，因此「朝日」被改名為「紅花」。「紅花」這個名稱取自山形縣特產紅花（同時也是山形縣的縣花）。
後來，由於與米坂線並行的國道113號高規格化，加上隨著山形新幹線工程，使奧羽本線改為標準軌，以及高速公路網完善，使列車作為城際角色的重要性大減。現時，「紅花」於米坂線內各站停車。「紅花」的主要功用是上越新幹線的接駁列車，運送乘客進入米坂線內。
另外，現在若乘坐鐵路來往仙台至新潟之間，乘坐新幹線經大宮轉乘的所需時間比較短。而仙台至新潟之間設有高速巴士（We Liner），該巴士途經磐越自動車道和東北自動車道，山形至新潟之間也設有特急巴士「Zao號」，該巴士途經國道113號和日本海東北自動車道。

## 運行概況
以下為截至2022年3月的運行概況。
1日共有1個往返班次，新潟站出發的班次是在早償，米澤站出發的班次是在黃昏。羽越本線的停車站與特急「稻穗」一樣，米坂線內則各站停車。

### 停車站
新潟站 - 豐榮站 - 新發田站 - 中條站 - 坂町站 -（米坂線內各站停車）- 米澤站

### 使用車輛
「紅花」使用新津運輸區所屬的KiHa 110系柴油列車。
在2018年3月時間表修正前，「紅花」使用新津運輸區所屬的KiHaE120形、KiHa110系連結起來以2卡編成行走。後來由於KiHaE120形沒有搭載ATS-P，因此不可以駛入新潟站範圍內，於2018年3月時間表修正起，原則上只使用新津運輸區所屬的KiHa110系2卡編成。
在此以前曾經使用KiHa40系和KiHa58系。

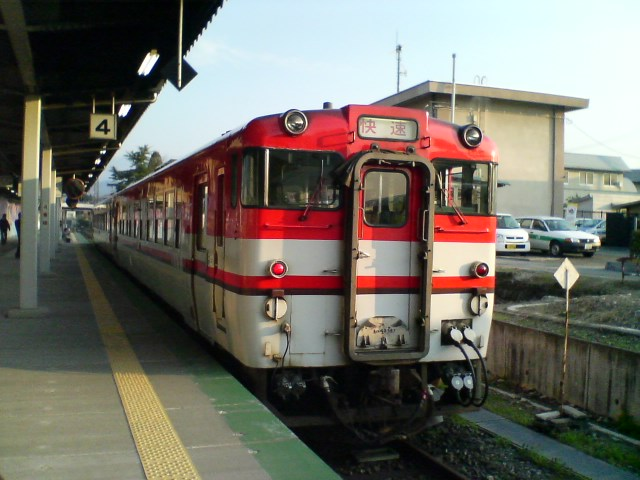
KiHa40系、KiHa58系時代的「紅花」 （2008年4月 米澤站）

## 歷史
- 1960年（昭和35年）- 開設準急列車「朝日」，行走於仙台站至新潟站之間，途經仙山線、奧羽本線、米坂線和羽越本線。
  - 「朝日」這個名稱取自米坂線沿線的朝日山地。
- 1962年（昭和37年）- 「朝日」增加1個往返班次。使「朝日」設有2個往返班次（1個往返班次2卡編成，1個往返班次3卡編成）。
- 1966年（昭和41年）- 「朝日」升級為急行列車（1個往返班次2卡編成，1個往返班次5卡編成）。
  - 當日，「朝日」作為城際之間的急行列車起了重要作用。舉個簡單例子，從新潟站出發的急行列車中，除了盛岡站以外，均設有直達列車前往東北5縣的縣廳所在地車站。這可以看出急行列車對於城際之間十分有用。以下為昭和51年（1976年）10月號的時間表，以展示新潟前往東北5縣的縣廳所在地車站（除了盛岡）的時間：
  - 秋田站、青森站

  - 「天之川」801レ　新潟站出發時間 5時35分→秋田站到達時間 10時24分
  - 「羽越1號」811D　新潟站出發時間 7時19分→秋田站到達時間 12時00分
  - 「北國」501レ　新潟站出發時間 9時08分→秋田站到達時間 13時46分→青森站到達時間 17時10分
  - 「白雪」503D　新潟站出發時間 14時31分→秋田站到達時間 19時01分→青森站到達時間 22時15分
  - 「羽越2號」813D　新潟站出發時間 15時33分→秋田站到達時間 22時36分

  - 福島站、山形站、仙台站

  - 「朝日1號」612D　新潟站出發時間 7時19分→山形站到達時間 10時55分→仙台站到達時間 12時30分（經羽越、米坂、奧羽、仙山線）
  - 「阿賀野1號」913D　新潟站出發時間 8時20分→福島站到達時間 13時15分→仙台站到達時間 15時24分（經磐越西線、東北本線）
  - 「朝日2號」614D　新潟站出發時間15時33分→山形站到達時間 19時17分→仙台站到達時間 20時50分（經羽越、米坂、奧羽、仙山線）
  - 「阿賀野2號」915D　新潟站出發時間16時14分→福島站到達時間 20時55分→仙台站到達時間 23時13分（經磐越西線、東北本線）
- 1978年（昭和53年）- 增加2個往返班次，所有班次使用6卡編成。
- 1982年（昭和57年） - 在上越新幹線開業前，「朝日」被改名為「紅花」。
  - 「朝日」這個名稱會用在上越新幹線列車上。參見「朱鷺」。
- 1985年（昭和60年） -「紅花」與快速「仙山」系統分離，運行區間改於山形站到發。同時改為只剩下2個往返班次，以3卡編成行走。
- 1991年（平成3年）8月27日 - 隨著山形新幹線的工程進行，「紅花」改於米澤站到發，並降級為快速列車[2]。

急行列車廢除前的停車站（包含「朝日」時代）
- 仙台站 - 北仙台站 - 作並站 - 山寺站 - 北山形站 - 山形站 - 上之山站（現時：上之山溫泉站） - 赤湯站 - 糠之目站（現時：高畠站） - 米澤站 - 西米澤站 - 羽前小松站 - 今泉站 - 羽前椿站 - 小國站 - 越後金丸站 - 越後下關站 - 坂町站 - 中條站 - 新發田站 - 豐榮站 - 新潟站

- 2001年（平成13年） - 於晚間時段行走的快速「紅花4號」被廢除，變為普通列車，行走於新津（經水原） - 坂町 - 米澤之間。
- 2002年（平成14年） - 於日間時段行走的快速「紅花1號」改以坂町站為終點站（在坂町可轉乘普通列車前往新潟）。
- 2007年（平成19年）3月18日 - 於日間時段行走的快速「紅花1號」降級為各站停車列車（班次號數於3月15日被廢除）。以「紅花」作為愛稱的列車只剩下1個往返班次。
- 2008年（平成20年）6月28日-29日 - 開設團體傷活臨時列車急行「朝日」，行走於新潟至米澤之間。
  - 車輛使用KiHa58新津車，車身為國鐵急行色，以2卡編成。
- 2009年（平成21年）3月14日 - 車輛改用KiHaE120形、KiHa110形柴油列車。同時，新潟至米澤整個區間一人控制運輸。
- 2018年（平成30年）3月17日 - 在新潟駅高架化前，車輛統一使用KiHa110形。
- 2022年（令和4年）8月11日 - 受到暴雨影響，米澤線暫停運行，因此「紅花」暫停服務，當時開設了臨時快速列車行走於新潟至坂町之間[3]。

## 注腳